# Lughnasadh

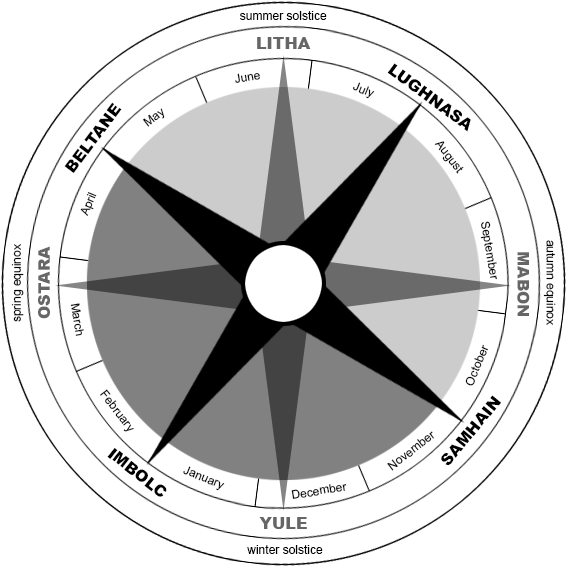
Posizionamento di Lughnasa nella ruota dell'anno.

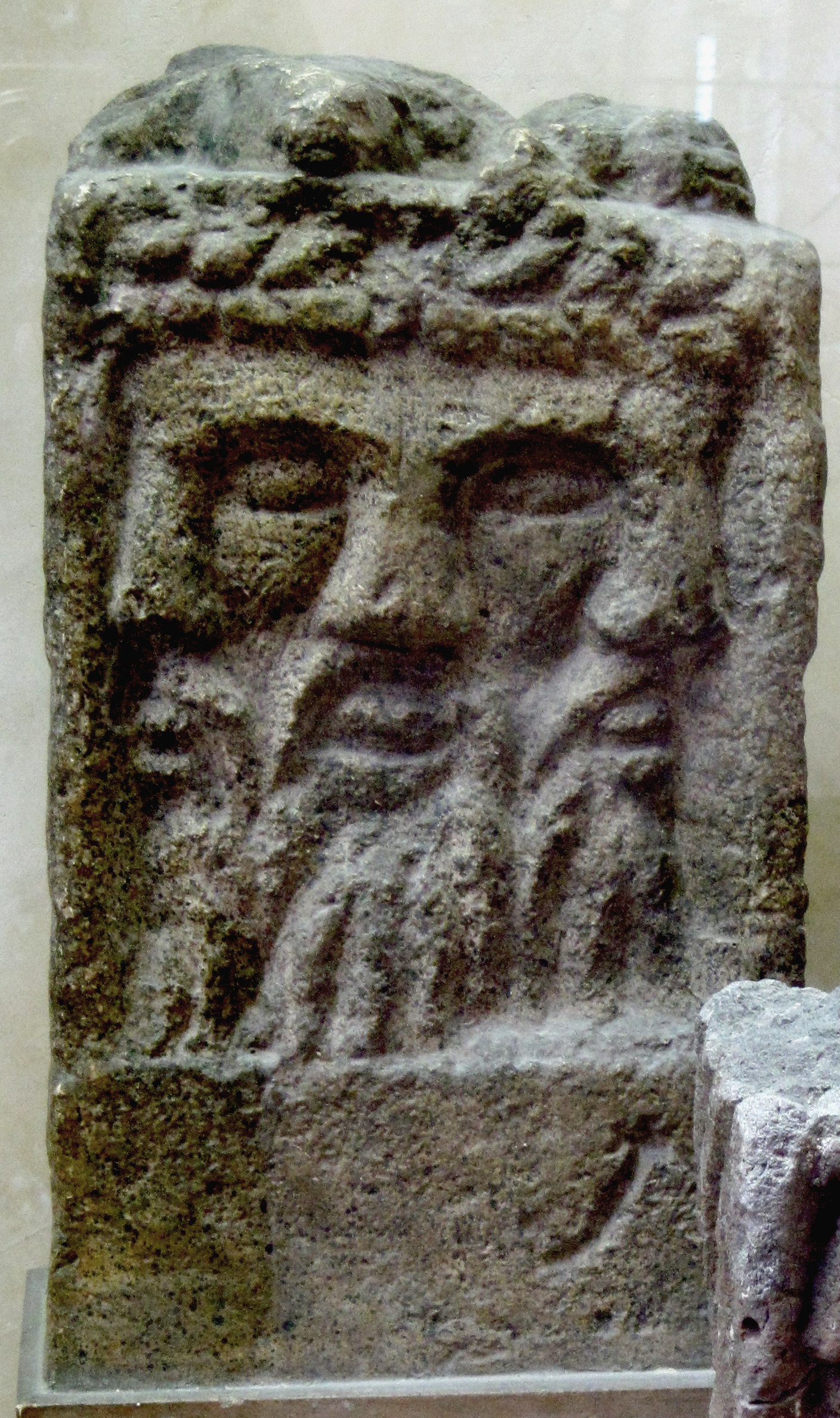
Un altare rappresentante una divinità a tre facce identificata come Lugh/Lugus

Lughnasadh (AFI: [ˈl̪ˠuːnˠəsˠə]; in irlandese moderno: Lúnasa, in gaelico scozzese: Lùnastal, in mannese: Luanistyn), traducibile in "Festival - o matrimonio - di Lugh", è una festa tradizionale gaelica celebrata il primo di agosto, a metà strada tra il solstizio d'estate e l'equinozio d'autunno, da questa importante festa il mese in gaelico ha ereditato il nome (e non il contrario). In origine era legata al raccolto e corrisponde all'inglese Lammas (dall'inglese antico Hlāfmæsse, trad. "Messa della pagnotta") ed al gallese Gŵyl Awst.

## Neopaganesimo
Nel neopaganesimo e in particolare nella wicca Lughnasadh (o anche Lúnasa o Lughnasa) è uno degli otto sabbat (celebrato il 1º agosto nell'emisfero nord), il primo dei tre che celebrano la stagione del raccolto (gli altri sono Mabon e Samhain). La festa ricorda il sacrificio del Dio (sotto forma di grano): nel suo ciclo di morte (per dare nutrimento alla popolazione) e rinascita, il grano veniva identificato come uno degli aspetti del dio Sole, che i gaelici chiamavano Lúg.
Viene anche usato il nome Lammas preso da una festa anglosassone poi cristianizzata che si svolgeva nello stesso periodo, che potrebbe o meno avere la stessa origine. Come indica il nome (da loaf-mass, "festa dei pani"), si tratta di una festa di ringraziamento per il pane, che rappresenta il primo frutto del raccolto.
Alcuni neopagani celebrano la festa cucinando una figura del Dio fatta di pane per poi sacrificarla e consumarla ritualmente.